# نورین دیوالف
نورین دیوالف (به انگلیسی: Noureen DeWulf) (زاده ۲۸ فوریه ۱۹۸۴) بازیگر آمریکایی است.
از فیلم‌های معروف او می‌توان به فیلم ارواح دوست دخترهای سابق، اجناس، جدا شدن و آن‌ها باهم آمدند اشاره کرد.